# Kadrina (Tartumaa)
Kadrina (Duits: Hohensee) is een plaats in de Estlandse gemeente Peipsiääre, provincie Tartumaa. De plaats heeft de status van dorp (Estisch: küla) en telt 44 inwoners (2021).
Tot in oktober 2017 hoorde Kadrina bij de gemeente Pala. In die maand werd Pala bij de gemeente Peipsiääre gevoegd. De gemeente verhuisde daarbij van de provincie Jõgevamaa naar de provincie Tartumaa.

## Geschiedenis
In 1782 nam de familie von Adlerpflug het dorp Koddafer (Kodavere) over van het landgoed van Alatskivi. In 1791 kwam daar het dorp Punnigfer (Punikvere) bij, dat werd overgenomen van het landgoed van Tellerhof (Ranna). De beide stukken land vormden samen het landgoed Catharinenhof (ook wel Katharinenhof), dat in 1826 een zelfstandig landgoed werd. In 1862 werd het landgoed omgedoopt in Hohensee.
Na de familie von Adlerpflug was het landgoed achtereenvolgens in handen van de families von der Pahlen, von Brasch, von Ewers en von Roth. De laatste eigenaar voor de onteigening door het onafhankelijk geworden Estland in 1919 was Alexander von Stryk.
Het landhuis van het landgoed is vermoedelijk gebouwd rond 1800. Het is bewaard gebleven en is in gebruik als hotel. Op het terrein van het landhuis ligt ook een kampeerterrein.
In 1921 lag op het vroegere landgoed een nederzetting Kadrina, die in 1977 de status van dorp kreeg.

## Foto's

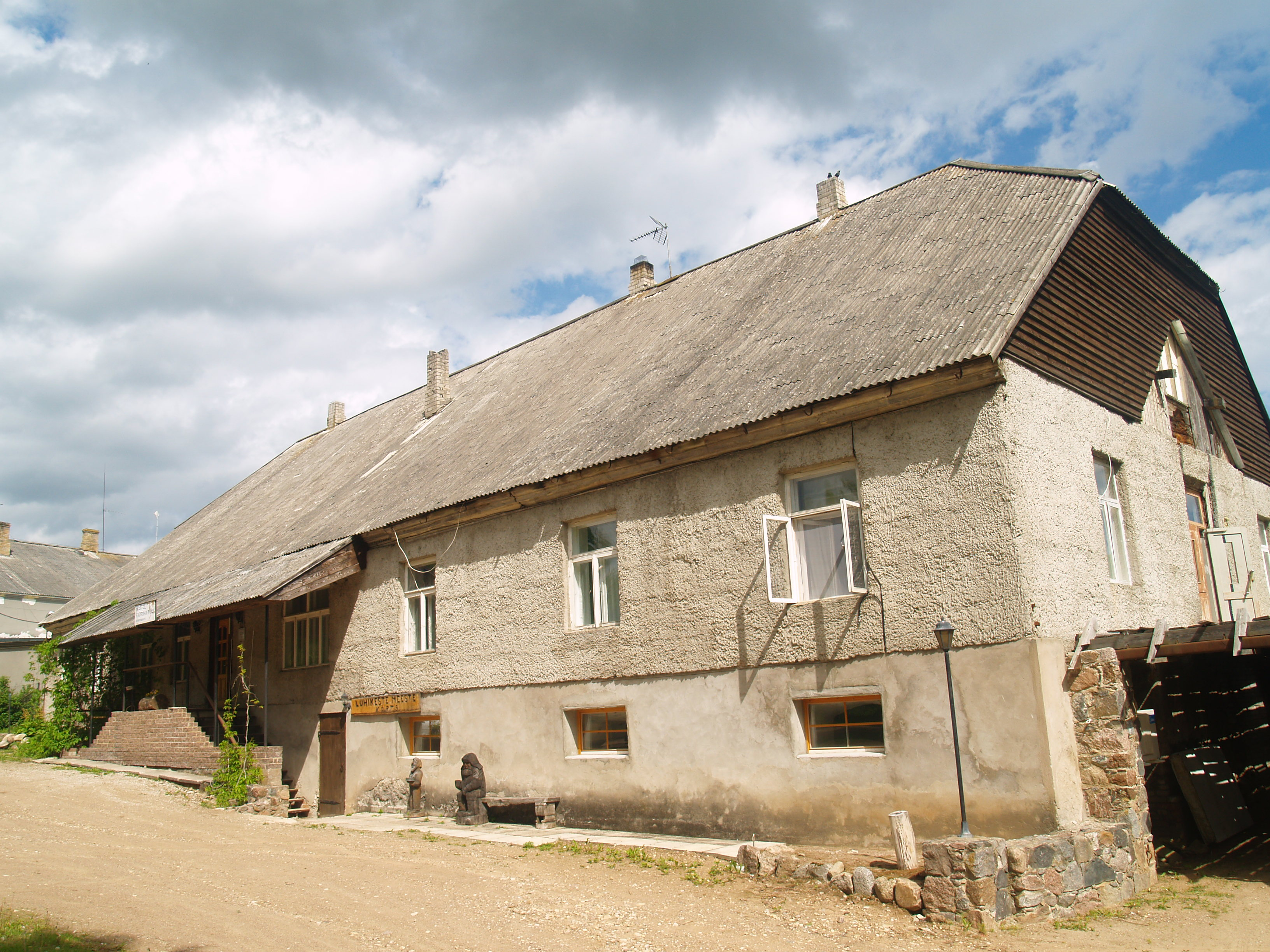
Het landhuis in 2012
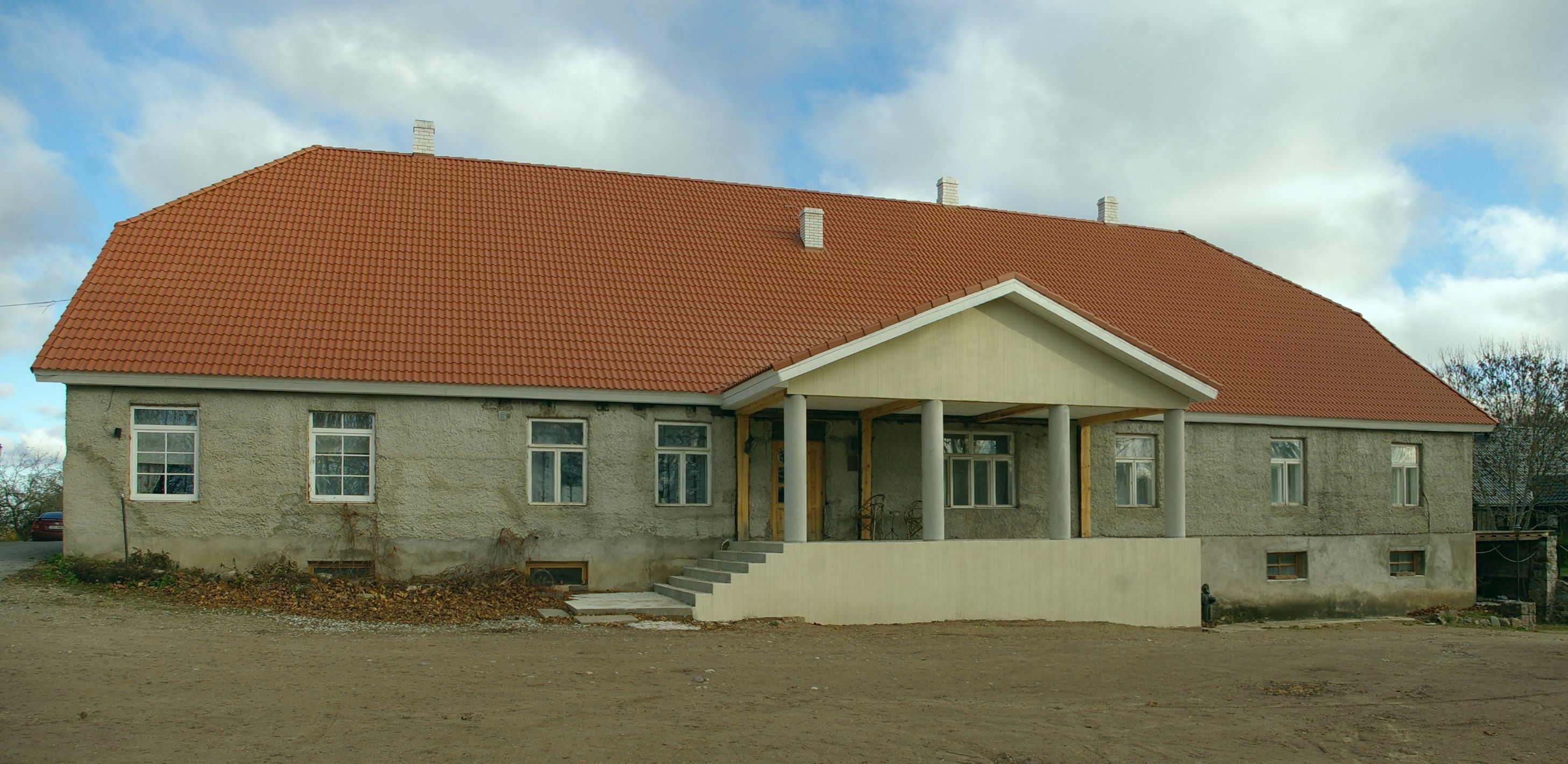
Het landhuis in 2014